# Chris Childs (bassista)
Chris Childs (Writtle, 24 giugno 1959) è un bassista e tecnico del suono britannico celebre per essere membro della band hard rock/heavy metal Thunder.

## Biografia
Nato nel villaggio di Writtle nell'Essex, è entrato a far parte dei Thunder nel novembre 1996, in sostituzione di Mikael Höglund.
Ha suonato anche il basso per Russ Ballard e con  Don Airey, e fa tournée regolarmente con l'attuale band di Luke Morley e Peter Shoulder, The Union, e ha fatto parte delle band Tyketto e il gruppo tributo agli Eagles, The Ultimate Eagles.

## Discografia

### Solista
- 2005 - Dori
- 2013 - The Fool

### Con i Thunder
- 1996 - The Thrill of It All
- 1999 - Giving the Game Away
- 2003 - Shooting at the Sun
- 2005 - The Magnificent Seventh
- 2008 - Bang!
- 2015 - Wonder Days
- 2017 - Rip It up
- 2019 - Please Remain Seated
- 2021 - All the Right Noises
- 2022 - Dopamine

### Con i Tyketto
- 2016 – Reach

## Collaborazioni
- 1987 - Andy Summers - XYZ
- 1990 - Kevin Brown - Rust
- 1991 - Mick Taylor - Too Hot for Snakes
- 1995 - Colin Burnstone - Echo Bridge'
- 1999 - Never the Bride - Surprise
- 2019 - Rebecca Downes - More Sinners Than Saints